# Luis Ángel González Macchi
Luis Ángel González Macchi (Asunción, 13 dicembre 1947) è un politico ed ex cestista paraguaiano.

## Biografia
Nel 1967 ha disputato i Campionati mondiali di pallacanestro con il Paraguay.
È stato Presidente del Paraguay in carica dal 29 marzo 1999 al 15 agosto 2003.